# 11 (numero)
Undici (cf. latino undecim, greco ἕνδεκα) è il numero naturale dopo il 10 e prima del 12. Scritto 11 in cifre arabe, XI in numeri romani.

## Proprietà matematiche
- È un numero dispari.
- È un numero difettivo.
  - È il quinto numero primo, dopo il 7 e prima del 13.
  - È un numero primo sicuro, ovvero (11-1)/2 è ancora un numero primo.
  - È un numero primo di Sophie Germain.
  - È un numero primo di Eisenstein.
- È il più piccolo numero intero non idoneo.
- È il più piccolo numero palindromo nel sistema numerico decimale cioè il primo, seguito dal 22. Anche il suo quadrato: 112 = 121 e il suo cubo 113 = 1331 sono palindromi.
- È un numero decagonale centrato.
- È un numero poligonale centrale.
- È un numero di Ulam.
- È un numero di Wedderburn-Etherington.
- Un numero è divisibile per 11 se e solo se la somma a segni alterni delle sue cifre è divisibile per 11 (ad esempio 182919 lo è in quanto 1-8+2-9+1-9 = -22 = -2×11).
- È un numero strettamente non palindromo.
- Non è la somma di due numeri primi.
- In una qualsiasi base numerica {\displaystyle B} la stringa "11" vale {\displaystyle 1\times B+1=B+1}.
- In base 10, è divisibile per il prodotto delle sue cifre.
- È l'unico intero a non essere Harshad-morfico in base 10.
- È parte della terna pitagorica (11, 60, 61).
- È il sesto numero della successione di Lucas, dopo il 7 e prima del 18.
- È un numero a cifra ripetuta nel sistema di numerazione posizionale decimale.
- È un numero di Wagstaff.
- È un numero intero privo di quadrati.
- È un numero odioso.
- È un numero repunit.

## Chimica
- È il numero atomico del Sodio (Na).

## Astronomia
- 11P/Tempel-Swift-LINEAR è una cometa periodica del sistema solare
- Il numero 11 viene associato al pianeta Urano e all'età dell'Aquario, l'undicesimo segno dello Zodiaco.
- 11 Parthenope è un asteroide della fascia principale, battezzato così in onore di Parthenope, una delle sirene della mitologia greca.
- La missione Apollo 11 fu la prima a portare un essere umano sulla superficie della Luna.
- Il ciclo solare, che intercorre tra un periodo di minimo dell'attività solare e il successivo minimo, ha una durata media di 11 anni.
- M 11 è un ammasso aperto visibile nella costellazione dello Scudo.
- NGC 11 è una galassia spirale della costellazione di Andromeda.

## Astronautica
- Cosmos 11 è un satellite artificiale russo.

## Simbologia

### Smorfia
- Nella smorfia il numero 11 rappresenta 'e suricille ovvero i topolini.

### Numerologia
- Nella Cabala ebraica (Qabbaláh) corrisponde alla lettera kaf (K o CH), rappresentazione della corona e della realizzazione.
- Nel Cristianesimo 11 è il numero degli apostoli rimasti prima della Passione, Morte e Risurrezione di Gesù, e che potrebbe assumere il significato esoterico di un imminente evento, cambiamento.
- Nell'esoterismo e nella magia in genere, è considerato il "primo numero maestro", essendo il primo numero di una decade numerica nuova (10+1). In generale sta a significare un forte cambiamento a fronte di una grande forza e nei tarocchi l'arcano maggiore numero 11 corrisponde infatti alla "Forza".
- Considerato come la via della maturità spirituale e della conoscenza oltre il limite della comprensione umana, è associato a una forte intuizione e una grande apertura mentale. È caratterizzato da forte idealismo e spiccata visione d'insieme.
- L'ora 11:11 e la data 11-11-11 vengono associate a poteri mistici.
- Numerosi eventi funesti legati al numero 11, come il Colpo di Stato in Cile dell’11 settembre 1973, gli Attentati dell'11 settembre 2001 negli Stati Uniti d'America, gli Attentati dell'11 marzo 2004 a Madrid, il Terremoto e maremoto del Tōhoku del 2011, sempre l'11 marzo, in Giappone, lasciano molto pensare gli appassionati di esoterismo e di studi nell'ambiente New Age.

## Convenzioni

### Sport
- Nel gergo calcistico si dice "l'undici" o anche "gli undici" per indicare una squadra di calcio (es. "L'undici schierato in campo oggi dall'allenatore").
- Nella numerazione base del calcio a undici il numero 11 era usato dalla seconda punta. Un tipico esempio era Gigi Riva.
- Undici è anche il numero dei giocatori in una squadra di football americano e di hockey su prato.

## Termini derivati
- Endecasillabo
- Endecagono
- Undecano